# Sargentlilja
Sargentlilja (Lilium sargentiae) är en art i familjen liljeväxter. Förekommer i centrala Kina. Den odlas som trädgårdsväxt i Sverige.

## Hybrider
Imperielilja (Lilium ×imperiale) är en hybrid mellan kungslilja (L. regale) och sargentlilja.
Hybriden med orangelilja (L. henryi) har fått namnet Lilium ×aurelianense.
Lilium ×centisargale representerar hybrider där de tre arterna kungslilja, sargentlilja och yichanglilja (L. leucanthum) ingår.
Lilium ×aurelifolium representerar hybrider där de tre arterna orangelilja, sargentlilja och yichanglilja ingår.

## Synonymer
- Lilium formosum Franch., nom. illeg.

- Lilium omeiense Z.Y.Zhu

- Lilium leucanthum var. sargentiae (E.H.Wilson) Stapf
- Wikimedia Commons har media som rör Sargentlilja.